# Atmospheric Chemistry and Physics
Atmospheric Chemistry and Physics (abrégé en Atmos. Chem. Phys.) est une revue scientifique d'accès libre à comité de lecture publiée par l'Union européenne des géosciences. Elle couvre la recherche sur l'atmosphère terrestre et les processus chimiques et physiques sous-jacents, de la surface terrestre et océanique jusqu'à la turbopause, y compris la troposphère, la stratosphère, et la mésosphère.
Ses domaines principaux sont la modélisation atmosphérique, les mesures de terrain, la télédétection et les études en laboratoire sur les gaz, les aérosols, les nuages et les précipitations, les isotopes, les rayonnements, la dynamique et les interactions entre biosphère et hydrosphère. Les types d'articles publiés sont des articles de recherche et de revue, des notes techniques et des commentaires.
D'après le Journal Citation Reports, le facteur d'impact de ce journal était de 7,197 en 2021, se classant ainsi 12e dans la catégorie relative à la météorologie et aux sciences atmosphériques et 50e dans la catégorie relative aux sciences environnementales.

## Processus de publication
Le processus d'acceptation et de publication des articles est interactif et se fait en plusieurs étapes :
- Dans un premier temps, les articles passent un examen rapide par des pairs nommés par les directeurs de publication ;
- dans un deuxième temps, ils sont publiés sur le forum du site internet de l'Union européenne des géosciences : EGUsphere. Ils sont ensuite soumis pendant plusieurs semaines à une évaluation publique et interactive par tous les pairs qui le souhaitent, notamment sous forme de commentaires de référents (anonymes ou attribués), de commentaires supplémentaires d'autres membres de la communauté scientifique (attribués) et de réponses des auteurs ;
- enfin, s'ils sont acceptés par la communauté, une version révisée par les auteurs (tenant compte des remarques de l'étape précédente) est publiée dans la revue. Pour assurer la préséance de la publication pour les auteurs et pour fournir un historique vérifiable de la discussion scientifique en ligne, le journal et le forum sont archivés en permanence et entièrement consultables.

## Résumé et indexation
Ce journal est résumé et indexé par :
- Web of Science/Science Citation Index
- Current Contents
- Scopus
- Astrophysics Data System
- Chemical Abstracts
- GeoRef